# 布里克奈
布里克奈（法語：Briquenay，法語發音：[bʁiknɛ]）是法国大東部大區阿登省的一个市镇，属于武济耶区。

## 地理
布里克奈（49°24'20"N, 4°52'43"E）面积14.5 平方千米，位于法国大東部大區阿登省，该省份为法国北部内陆省份，西接埃纳省，南至马恩省，东临默兹省，北与比利时接壤。
与布里克奈接壤的市镇（或旧市镇、城区）包括：贝菲和勒莫尔托姆、布尔特欧布瓦、热尔蒙、阿里库尔、隆韦、泰诺尔格、韦尔佩勒、格朗普雷。

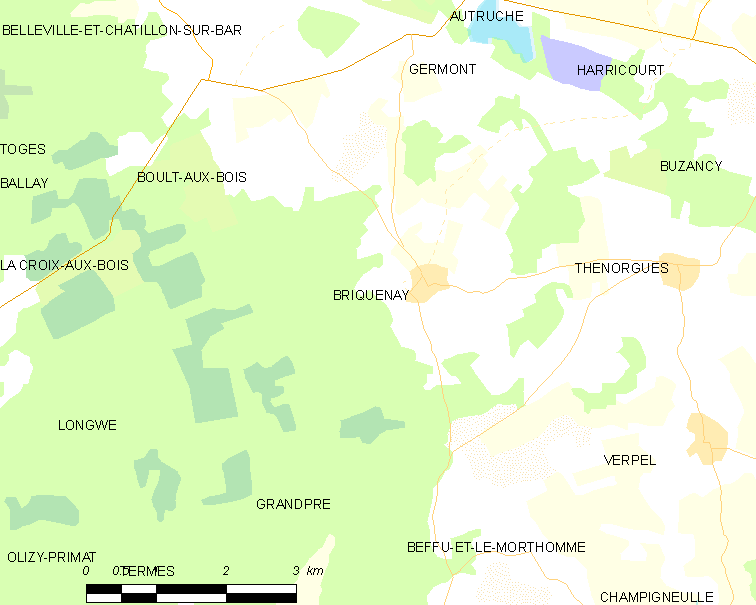
布里克奈的OSM定位图

布里克奈的时区为UTC+01:00、UTC+02:00（夏令时）。

## 行政
布里克奈的邮政编码为08240，INSEE市镇编码为08086。

## 政治
布里克奈所属的省级选区为武济耶县。

## 人口

1962-2008年间布里克奈人口变化图示

布里克奈于2022年1月1日时的人口数量为89人。